# Ryszard Sielicki
Ryszard Sielicki, originalment Ryszard Berlinson (Varsòvia 3 de març de 1916 - Varsòvia, 21 de desembre de 2005) fou un compositor polonès d'origen jueu.

## Biografia
Durant els anys 1937–1939 va estudiar teoria musical amb Kazimierz Sikorski al Conservatori de Varsòvia. Els seus estudis es van veure interromputs per l'esclat de la Segona Guerra Mundial. Mentrestant, va treballar com a ajudant de Jerzy Gert, el director musical del segell discogràfic Odeon. Després de l'esclat de la guerra, va marxar a la Unió Soviètica, on va començar a estudiar composició a Minsk amb Nikolai Zolotaryov. El 1943, va començar a estudiar composició amb Anatol Aleksandrov, Yuri Shaporin i Dmitri Xostakóvitx al Conservatori Estatal Piotr Txaikovski a Moscou, i es va graduar el 1948. El 1956, va tornar a Polònia i s'instal·là definitivament a Varsòvia, on va esdevenir el director artístic de Polskie Nagrania Muza -allà va crear sèries editorials com Musica Antiqua Polonica i Polish Jazz. Va ocupar aquest càrrec fins a la campanya antisemita que va seguir als fets de març de 1968. Va morir a Varsòvia. Està enterrat al cementiri jueu del carrer Okopowa (parcel·la 2).
Ryszard Sielicki va ser un compositor de música simfònica i de cambra, música de cinema, música per a representacions teatrals, cançons i música per a contes de fades infantils (per exemple, Stoliczek, nałam się i O krasnoludkach i sierotce Marysi publicat per Muza) i cançons escèniques. Va compondre música per a cançons com "Na Francuska" de Sława Przybylska, "16 lat" de Violetta Villas, "Ach Franka, Franka" de No To Co i "Warszawa w Różów" d'Anna German.

## Família
La seva dona era Maria Sielicka, de soltera Warschauer (1918–1999), amb qui va tenir un fill, Edward (nascut el 1956).